# Drip Drop
Drip Drop è il singolo di debutto della cantante azera Safura, pubblicato il 28 maggio 2010 ed estratto dal primo album della cantante, It's My War.
Ha rappresentato l'Azerbaigian all'Eurovision Song Contest 2010, classificandosi al 5º posto nella finale dell'evento.

## Video musicale
Il video musicale è stato pubblicato il 29 aprile 2010 su YouTube. È stato girato a Kiev, in Ucraina, ed è stato diretto dal regista britannico Rupert Wainwright.

## Tracce
1. Drip Drop (versione estesa) – 3:42
2. Soulless – 3:10
3. Gonna Let You Know – 3:37